# Tabanus dzhafarovi
Tabanus dzhafarovi är en tvåvingeart som beskrevs av Khudaverdiev och Dzhafarov 1974. Tabanus dzhafarovi ingår i släktet Tabanus och familjen bromsar.
Artens utbredningsområde är Azerbajdzjan. Inga underarter finns listade i Catalogue of Life.